# 記憶殺神
《記憶殺神》（英語：Memory）是一部2022年美國動作驚悚片，改編自比利時作家傑夫·吉拉茲的小說《殺手的記憶》（De Zaak Alzheimer），該書2003年被改編成同名電影。電影由馬丁·坎貝爾執導，達里歐·斯卡達潘（Dario Scardapane）編劇，連恩·尼遜、蓋·皮爾斯和莫妮卡·貝魯奇主演。劇情講述一名僱傭刺客在拒絕為一支危險的犯罪組織完成工作後，發現自己成為了目標。
電影2022年4月29日美國院線上映。該片在影評界獲得負面為主的評價，影評家主要批評電影毫無特色與可預測的情節。

## 演員
- 連恩·尼遜飾演艾力克斯·路易斯（Alex Lewis）
- 蓋·皮爾斯飾演文森·塞拉（Vincent Serra）
- 莫妮卡·貝魯奇飾演黛瓦娜·海爾曼（Davana Sealman）
- 哈羅德·托雷斯（Harold Torres）飾演雨果·馬爾克斯（Hugo Marquez）
- 泰·阿特瓦爾（英语：Taj Atwal）飾演琳達·阿米斯特德（Linda Amistead）
- 雷·費倫（英语：Ray Fearon）飾演傑拉德·努斯鮑姆（Gerald Nussbaum）
- 雷·史蒂文森飾演丹尼·莫拉警探（Detective Danny Mora）[5]
- 路易斯·曼迪魯飾演醉酒中介
- 史黛拉·史托克（Stella Stocker）飾演瑪雅（Maya）
- 娜塔莉·安德森（英语：Natalie Anderson）飾演瑪麗安娜·波登（Maryanne Borden）
- 阿塔納斯·瑟柏夫（Atanas Srebrev）飾演約瑟夫·梅耶斯醫生（Dr. Joseph Myers）

## 製作
2020年2月，據報導，連恩·尼遜簽約主演馬丁·坎貝爾電影《記憶殺神》，飾演以謹慎精確著稱的專業刺客。電影改編自比利時作家傑夫·吉拉茲的小說《殺手的記憶》（De Zaak Alzheimer），曾在2003年被改編成比利時同名電影。電影2021年4月在保加利亞展開主要拍攝，蓋·皮爾斯、莫妮卡·貝魯奇、哈羅德·托雷斯（Harold Torres）、泰·阿特瓦爾及雷·費倫都已加入演出陣容。該項目由布賴爾克利夫娛樂、開路影業、黑熊影業、威爾娛樂、薩維爾製作公司與亞瑟·薩基森製片公司共同製作。

## 發行
《記憶殺神》由布賴爾克利夫娛樂和開路影業排定2022年4月29日美國院線上映。

## 備註
1. ↑  澳門提前於2022年10月6日推出優先場（相當於臺灣「口碑場」、中國大陸「點映」）。

## 外部連結
- 互联网电影数据库（IMDb）上《記憶殺神》的资料（英文）
- 豆瓣电影上《記憶殺神》的資料 （简体中文）